# Draxt-i Asurig
Draxt-i Asurig (dt. Der assyrische Baum) ist ein Streitgedicht in parthischer Sprache zwischen einer Dattelpalme und einer Ziege.
Nach einer kurzen Einleitung erläutert die Dattelpalme ihre Vorzüge: Aus ihr könnten zahlreiche Gegenstände hergestellt werden, ihre Früchte ernährten die Menschen und sie biete Schatten, selbst Tiere profitierten von ihr. Die Ziege in ihrer Erwiderung macht sich über den Versuch der Palme, ein Streitgespräch zu beginnen, lustig und bringt ihrerseits ihre Vorzüge vor. Ohne dass die Palme antworten kann, wird die Ziege zur Siegerin erklärt. Segenswünsche für denjenigen, der das Gedicht vorträgt oder weiter überliefert, beschließen die Komposition.
Das Gedicht enthält eine Reihe von Anspielungen auf die Iranische Mythologie. Die Symbolik der Ziege sowie zahlreicher aus ihr herstellbarer Produkte erklärt sich vor einem zoroastrischen religiösen Hintergrund. So taucht unter anderem die Formulierung „Perlen vor Säue und Bären werfen“ auf, die sich in ähnlicher, später sprichwörtlich gewordener Weise im Neuen Testament Mt 7,6  findet. Andere Einzelmotive lassen einen höfischen Kontext der Dichtung vermuten. Ein möglicher thematischer Vorläufer der Dichtung ist das aus dem Alten Orient bekannte Streitgespräch zwischen Dattelpalme und Tamariske.
Das Gedicht ist in mehreren Handschriften in Buch-Pahlavi überliefert, enthält aber klar parthische Lexeme. Neben den parthischen Inschriften gehört Draxt-i Asurig somit zu den wichtigsten Zeugnissen der parthischen Literatur.